# Pacyfikacja strajku w kopalni „Wujek”
Pacyfikacja strajku w kopalni „Wujek” – miała miejsce w Kopalni Węgla Kamiennego „Wujek” w Katowicach, w związku z wprowadzeniem w Polsce stanu wojennego.
16 grudnia 1981 doszło do masakry górników strajkujących (strajk okupacyjny) przeciw ogłoszeniu stanu wojennego. IPN określa te wydarzenia jako najkrwawszą pacyfikację w czasie stanu wojennego. Podczas pacyfikacji siłami Milicji Obywatelskiej oraz wojska i w wyniku strzałów Plutonu Specjalnego ZOMO zginęło 9 górników, a 23 zostało rannych, a po stronie oddziałów pacyfikujących rannych zostało 41 milicjantów i żołnierzy, w tym 11 ciężko.

## Kalendarium

### 12 grudnia
12 grudnia 1981 o godzinie 15.48 komendant wojewódzki Milicji Obywatelskiej płk. Jerzy Gruba otrzymał od przełożonych szyfrogram z hasłem Synchronizacja, które oznaczało rozpoczęcie operacji wprowadzania stanu wojennego w nocy z 12 na 13 grudnia. 

### 13 grudnia
13 grudnia 1981 (niedziela) około godz. 1:00 w nocy aresztowano przewodniczącego Komisji Zakładowej NSZZ „Solidarność” Jana Ludwiczaka, który przez ówczesne władze PRL zaliczony był do grona 648 „ekstremalnych przywódców i aktywistów” związku i innych „wrogich ustrojowi” organizacji z ówczesnego województwa katowickiego. Już o 3:00 nad ranem do kopalni dotarła wiadomość o zatrzymaniu Ludwiczaka. Wywołało to napięcie wśród pracujących na nocnej zmianie górników. Około 6:00 rano zostało wyemitowane przemówienie gen. Jaruzelskiego na temat wprowadzenia stanu wojennego. Po mszy odprawionej przez ks. Henryka Bolczyka postanowiono poczekać na zebranie całej załogi.

### 14 grudnia

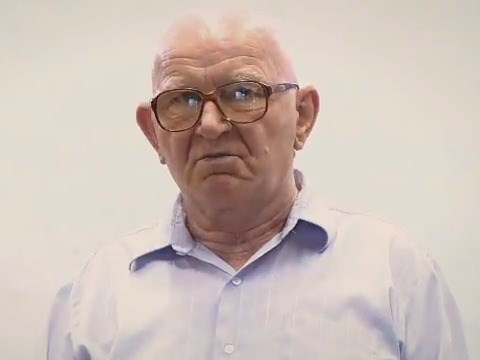
Jan Ludwiczak

14 grudnia na porannej masówce zapadła decyzja, aby nie podejmować pracy, dopóki do kopalni nie przybędzie Jan Ludwiczak. Negocjacje dyrektora zakładu nic nie przyniosły. Na górnicze nastroje wpłynęła także decyzja o zmilitaryzowaniu kopalni. Do spotkania z komisarzem wojskowym wybrano delegację, w której skład wchodzili Adam Skwira, Stanisław Płatek i Jerzy Wartak. Niestety reprezentanci nic nie wskórali u komisarza i postanowiono nie przerywać strajku. Została stworzona poszerzona lista żądań. Górnikom jedzenie i wszelkie potrzebne rzeczy przynosili mieszkańcy z pobliskiego osiedla. Dla zapewnienia bezpieczeństwa przez całą noc teren kopalni był patrolowany.

### 15 grudnia
15 grudnia górnicy dowiedzieli się o brutalnym pacyfikowaniu przez ZOMO strajkujących w regionie zakładów pracy, m.in. kopalń „Staszic” i Manifest Lipcowy. Od tej chwili niemal powszechne było przekonanie, że na KWK Wujek ZOMO też przyjdzie. 
Decyzja o pacyfikacji Wujka, jak i „Andaluzji” i Juliana, zapadła na naradzie Wojewódzkiego Komitetu Obrony, która odbyła się o godz. 19:00 w Urzędzie Wojewódzkim. Posiedzenie sztabu w sprawie pacyfikacji kopalń zwołał i jemu przewodniczył płk Jerzy Gruba ok. godz. 22:00 w Komendzie Wojewódzkiej Milicji Obywatelskiej w Katowicach. Opracowany plan pacyfikacji kopalni Wujek zakładał udział 1471 funkcjonariuszy, 760 żołnierzy, wykorzystanie 22 czołgów i 44 wozów bojowych piechoty.

### 16 grudnia[2]
W nocy 15/16 grudnia górnicy zaczęli przysposabiać różne metalowe przedmioty celem użycia do obrony. Były to m.in. pręty o długości ok. 1,5–2 m.
Zgodnie z zarządzeniami, przygotowano oddziały w szpitalu w Katowicach-Ochojcu, głównie chirurgię, laryngologię i oddziały wewnętrzne. W szpitalu pozostawiono tylko pacjentów, których z przyczyn przedmiotowych nie można było zwolnić do domów. Szpital mógł przyjąć co najmniej 100–150 osób, bowiem tyle było wolnych łóżek.
16 grudnia około godz. 9:00 na teren kopalni przybył dyrektor Maciej Zaremba, zastępca szefa Wojewódzkiego Sztabu Wojskowego płk Piotr Gębka z płk. Czesławem Piekarskim i wiceprezydentem Katowic Jerzym Cyranem. Według płk. Piotra Gębki zebranych na placu kopalnianym było ok. 500–700 górników, każdy był w hełmie. Gębka nie widział nikogo „z gołymi rękami” – każdy był wyposażony w różnego rodzaju przedmioty: łańcuchy, trzonki łopat, trzonki kilofów, liny, pręty i wiele innych przedmiotów przystosowanych we własnym zakresie do celów bojowych. 
Przeciwko nim wystawiono: 5 kompanii ZOMO, 2 kompanie ORMO, 1 kompanię NOMO, 7 armatek wodnych, a ponadto 3 kompanie po 10 bojowych wozów piechoty i 1 kompanię czołgów. Dodatkowo do dyspozycji dowódcy zostawiono pluton specjalny ZOMO. Każdy z żołnierzy biorący udział w pacyfikacji otrzymał 60 szt. amunicji ostrej i 60 szt. amunicji ślepej, tj. po 2 magazynki każdego rodzaju amunicji. W sumie w operacji po stronie pacyfikujących wzięło udział 1471 funkcjonariuszy MO i ZOMO oraz 760 żołnierzy, dysponujących 22 czołgami i 44 wozami bojowymi. Akcją dowodził płk Kazimierz Wilczyński. Nadzór z Komendy Wojewódzkiej Milicji Obywatelskiej pełnili płk Jerzy Gruba i ppłk Marian Okrutny.
Około godz. 9:00, podczas przemowy pułkownika, górnicy zaczynali śpiewać hymn państwowy oraz pieśń „Boże, coś Polskę”. Górnikom przekazano polecenie rozejścia się, w przeciwnym wypadku o godz. 11:00 zostaną użyte siły. O 9:30 z dyrekcji przekazano górnikom polecenie, aby teren kopalni opuściły wszystkie kobiety. Płk Piotr Gębka po wyjściu z kopalni przekazał płk. Kazimierzowi Wilczyńskiemu informację o braku pozytywnego rezultatu jego wizyty w kopalni. Około godz. 10:00 siły pacyfikacyjne zaczęły zajmować wyznaczone pozycje i odcięto kopalnię od miasta.

O 10:30 rozpoczęto akcję „oczyszczania przedpola”, do którego użyto armatek wodnych i wyrzutni gazów łzawiących przeciwko tłumowi zgromadzonemu przed kopalnią składającego się w większości z mieszkańców osiedla oraz rodziny strajkujących. O 10:53 czołgi przełamały płot – zrobiono wyłom w murze obok bramy kolejowej, po czym siły milicji w asyście czołgu weszły na teren kopalni. Przed warsztatem mechanicznym (kuźnią) napotkały barykadę. Czołg utknął na barykadzie. W tym czasie na głównej linii uderzenia, tj. przy ul. Wincentego Pola, przygotowywano się do natarcia. Żołnierze wrzucili ok. 40-50 petard hukowych za mur kopalni. W budynku ciągnącym się za murem, stanowiącym magazyny, pękały szyby. Wrzucenie petard miało na celu odstraszenie ludzi, którzy mogliby się znajdować za murem. Dwa czołgi, z wieżą odwróconą do tyłu, ruszyły w stronę muru. Mur został przełamany na wysokości magazynu farb lakierów. Po przełamaniu muru oddziały milicji uderzyły w dwóch kierunkach: wzdłuż ściany kotłowni oraz w kierunku szybów. Na wysokości szybu siły milicyjne napotkały grupę górników. Górnicy, również z okien, rzucali w milicjantów różnymi przedmiotami, takimi jak śruby, kamienie, kątowniki, teowniki i wieloma innymi przedmiotami, które były dostępne. Nie doszło do bezpośredniego starcia. Milicja użyła ręcznych wyrzutni granatów łzawiących. Na drugim kierunku, wzdłuż kotłowni, oddział ZOMO poruszał się za bojowym wozem piechoty. Wóz został zatrzymany przez nieustępujących górników na ostatnim węgłu kotłowni. Doszło do bezpośredniego starcia, po czym siły ZOMO wycofały się pod magazyn główny, skąd prowadzili ostrzał granatami łzawiącymi i petardami hukowymi. W tym czasie, po utknięciu czołgu na barykadzie koło warsztatu mechanicznego (kuźni), górnicy wyskoczyli przed barykadę, powodując wycofanie sił milicyjnych. Podczas ucieczki w ręce górników dostało się trzech funkcjonariuszy milicji. Otrzymali oni kilkanaście uderzeń m.in. przy pomocy prętów metalowych czy trzonków od kilofów, a także kopniaków od tyłu. Pojawiły się okrzyki: „Zabić!”, „Powiesić!”.

– Potrzebujemy pomocy. Trzeba strzelać, bo nas wytłuką. Czy możemy strzelać? Odbiór.
– Nie, czekajcie na rozkaz.

– zapis rozmowy radiotelefonicznej na kanale milicyjnym.
W tym czasie w Urzędzie Rady Ministrów w Warszawie trwało posiedzenie władz państwowych. 
Pomiędzy godz. 11:00 a 12:00 do telefonu wywołano gen. Czesława Kiszczaka. Połączenie wywołał komendant wojewódzki MO w Katowicach, płk Jerzy Gruba. Zameldował on o: napiętej i groźnej sytuacji w rejonie kopalni „Wujek”, rannych milicjantach, zagrożeniu zdrowia i życia milicjantów, prośbie dowódców pododdziałów o zgodę na użycie broni. Czesław Kiszczak zdecydowanie odmówił i nie wyraził zgody na użycie broni. Polecił wszystkie pododdziały MO i WP wycofać z terenu kopalni, dokonać głębokiej oceny przyczyn i przedstawić propozycje dalszego działania. Gen. Wojciech Jaruzelski ocenił decyzję gen. Czesława Kiszczaka jako słuszną i kontynuował posiedzenie. Akcji jednak nie przerwano. 
Około godz. 12:30 na teren kopalni wprowadzono pluton specjalny ZOMO dowodzony przez chor. Romualda Cieślaka. Pluton nie był wyposażony w tarcze ani pałki, a jedynie w pistolety maszynowe PM-63 Rak. W skład plutonu wchodziły ok. 2 drużyny, tj. 20 funkcjonariuszy. W tym czasie z terenu kopalni nieustannie dochodziły odgłosy walki. Decyzję o strzelaniu podjął dowódca plutonu specjalnego, chor. Romuald Cieślak, w ocenie którego sytuacja była dramatyczna i tragiczna, a strzały wystrzelone w powietrze nie odniosły rezultatu. Strzały zostały oddane w kierunku górników znajdujących się pomiędzy ścianą kotłowni a wagą. Zginęło na miejscu 5 górników od postrzałów w jamę brzuszną, klatkę piersiową czy czaszkę. Pierwszym zabitym był Zbigniew Wilk, którego już martwego jako pierwszego doniesiono do punktu opatrunkowego. Szósty górnik zmarł po przeniesieniu do punktu opatrunkowego, a trzech kolejnych później w szpitalu na Ochojcu. W trakcie operacji wystrzelono 156 pocisków. W ocenie przewodniczącego strajku Stanisława Płatka bardzo wielkim sukcesem było to, że po padnięciu ofiar nie doszło do publicznego linczu trzech milicjantów, którzy uprzednio dostali się w ręce górników.
O 12:45 teren kopalni ucichł. O 14:00 na teren kopalni ponownie przyjechał płk Piotr Gębka, by spotkać się z przedstawicielami górników. Poszli oni do stacji ratownictwa górniczego, gdzie na podłodze leżało 6 ciał górników. Wynik akcji pacyfikujących, w tym ofiary śmiertelne po stronie strajkujących, przesądził o zakończeniu strajku.
Po spotkaniu z górnikami, płk Piotr Gębka udał się do stanowiska dowodzenia, gdzie poinformował płk Jerzego Grubę o ustaleniach i o zabitych. Po tej informacji płk Jerzy Gruba zemdlał. Po ochłonięciu płk Gruba zatelefonował do gen. Kiszczaka i przekazał informacje. Kiszczak następnie przekazał informacje o użyciu broni i o ofiarach na posiedzeniu.
Około 17:30 płk Piotr Gębka przybył do kopalni po raz trzeci. Załodze przekazano żądania natychmiastowego zakończenia strajku bez dalszych postulatów. Piotrowi Gębce oznajmiono, że górnicy zgodzili się zaprzestać dalszego strajku i opuścić kopalnię. O 19:00 żądania władz przekazano załodze. Około 19:30-20:00 z kopalni wyszedł ostatni górnik.

## Bilans ofiar
Po stronie strajkujących górników: zginęło 9 osób: Jan Stawisiński, Joachim Józef Gnida, Józef Czekalski, Józef Krzysztof Giza, Ryszard Józef Gzik, Bogusław Kopczak, Andrzej Pełka, Zbigniew Wilk, Zenon Zając, a 23 zostało rannych.
Po stronie pacyfikujących: rannych zostało 41 milicjantów i żołnierzy, w tym 11 ciężko.

## Procesy karne przed 1989

### Procesy strajkujących
W dniach 19–22 grudnia SB MSW zatrzymała siedem osób, które zostały oskarżone o organizowanie i kierowanie strajkiem w kopalni. 
9 lutego sąd Śląskiego Okręgu Wojskowego ogłosił wyrok na przywódców górniczego strajku w KWK Wujek. Stanisław Płatek skazany został na karę 4 lat pozbawienia wolności, Jerzy Wartak na karę 3,5 roku, Adam Skwirz i Marian Głuch po 3 lata, natomiast cztery osoby zostały uniewinnione.

### Procesy pacyfikujących
Tego samego dnia, kiedy padły śmiertelne strzały, kilkanaście minut po godzinie 16.00 na terenie kopalni pojawili się prokuratorzy wojskowi. Zastępca prokuratora Wojskowej Prokuratury Garnizonowej w Gliwicach, ppłk Witold Konarzewski, wydał postanowienie o wszczęciu śledztwa w sprawie strzałów, które padły w kopalni „Wujek”. 20 stycznia 1982 r. śledztwo zostało umorzone. Zdaniem prokuratury członkowie plutonu specjalnego działali w warunkach obrony koniecznej i użyli broni zgodnie z przepisami.

## Procesy karne po 1989

### Proces milicjantów z oddziału ZOMO
Pierwszy proces
- 21 grudnia 1991 prokurator skierował do sądu akt oskarżenia przeciwko 24 osobom związanym z pacyfikacją z 1981, na skutek wszczętego w październiku ponownego śledztwa. 25 kwietnia 1997 prokurator wygłosił mowę oskarżycielską, a 16 maja 1997 – na 3 dni przed planowanym pierwotnie ogłoszeniem wyroku – adwokaci Leszek Piotrowski i Janusz Margasiński, pełnomocnicy oskarżycieli posiłkowych, zarzucili sądowi stronniczość, sprzyjanie oskarżonym i zażądali zmiany składu sędziowskiego. Wniosek został odrzucony i ostatecznie 21 listopada 1997 11 członków ZOMO zostało uniewinnionych, a wobec pozostałych 11 postępowanie umorzono z braku dowodów.

- 5 grudnia 1998 Sąd Apelacyjny w Katowicach z przyczyn proceduralnych uchylił wyrok z 21 listopada 1997 i skierował sprawę do ponownego rozpatrzenia.

Drugi proces
- 30 października 2001 Sąd Okręgowy w Katowicach wydał wyrok uniewinniający z konkluzją, że materiał dowodowy nie dał jednoznacznej odpowiedzi, kto był winny śmierci górników. Jeden z ławników złożył zdanie odrębne. Ogłoszenie zakończyło się skandalem. Koledzy zamordowanych górników wykrzyczeli sądowi, że zhańbił ich nieżyjących kolegów[11].

- 25 lutego 2003 Sąd Apelacyjny w Katowicach uchylił drugi wyrok, zarzucając sędziom, że niedostatecznie przeanalizowali ważny dowód – raport taterników.

Trzeci proces
- pierwsza instancja

Od września 2004 do maja 2007 sprawa pacyfikacji w Kopalni Wujek i Manifest Lipcowy rozpoznawana była po raz trzeci na skutek wyroku sądu odwoławczego i zakończona została 31 maja 2007 nieprawomocnym wyrokiem skazującym, wydanym przez Sąd Okręgowy w Katowicach, który uznał wszystkich oskarżonych członków ZOMO za winnych zbrodni komunistycznej.
Akt oskarżenia obejmował 17 osób, gdyż 2 oskarżonych zmarło. W procesie odbyło się prawie 100 rozpraw, przesłuchano około 300 świadków.
- Prokurator zażądał dla oskarżonych, którzy mają odpowiadać za zbrodnię komunistyczną, najwyższych przewidywanych prawem kar, tj.:
  - 15 lat pozbawienia wolności dla dowódcy plutonu specjalnego ZOMO, Romualda Cieślaka, któremu zarzucano sprawstwo kierownicze
  - 12 lat pozbawienia wolności dla wiceszefa Komendy Wojewódzkiej MO w Katowicach, Mariana Okrutnego, któremu zarzucano sprawstwo kierownicze
  - od 2,5 do 9 lat pozbawienia wolności dla 15 oskarżonych. Zarzucano im udział w bójce i pobiciu ze skutkiem śmiertelnym z użyciem broni palnej.

- Obrona wnosiła o uniewinnienie wszystkich oskarżonych, argumentując, że nie ma dowodów świadczących, iż górnicy zginęli i zostali ranni od ich strzałów. Oskarżeni nie przyznali się do winy i w swoich końcowych wystąpieniach poprosili o uniewinnienie.

- Wyrok skazujący uznawał:
  - Romualda Cieślaka za winnego w sprawie pacyfikacji śląskich kopalń „Wujek” i „Manifest Lipcowy” na początku stanu wojennego. Sąd wymierzył mu karę łączną 11 lat więzienia.
  - Mariana Okrutnego za niewinnego. Odpowiadał za sprawstwo kierownicze zabójstwa górników z „Wujka” – tak prokuratura zakwalifikowała jego czyn polegający na wysłaniu do strajkującej kopalni plutonu specjalnego ZOMO. We wcześniejszym prawomocnym wyroku Marian Okrutny został prawomocnie uwolniony od winy w sprawie wydarzeń w kopalni „Manifest Lipcowy”.
  - 14 milicjantów za winnych strzelania do górników. Dwóch z nich skazano na karę trzech lat pozbawienia wolności, pozostałych 12 członków plutonu specjalnego ZOMO – na karę 2,5 roku pozbawienia wolności. Kary te zostały złagodzone przez sąd o połowę na mocy amnestii z 1989.

Na ogłoszenie wyroku Sądu Okręgowego w dniu 31 maja 2007 nie przybył żaden z oskarżonych. Przed ogłoszeniem wyroku, sąd uchylił obowiązujący wcześniej zakaz publicznego ujawniania nazwisk i wizerunków oskarżonych w procesie, o co wielokrotnie wnioskowali przedstawiciele oskarżycieli posiłkowych, przy aprobacie prokuratury.
- druga instancja

19 czerwca 2008 przed Sądem Apelacyjnym w Katowicach rozpoczęło się postępowanie odwoławcze na skutek apelacji złożonej przez niektórych oskarżonych od wyroku z 31 maja 2007.
Prawomocny wyrok zapadł 24 czerwca 2008.
- postępowanie kasacyjne

22 kwietnia 2009 Sąd Najwyższy rozpoznał kasacje od wyroków Sądu Apelacyjnego, wniesione przez obrońców skazanych byłych funkcjonariuszy ZOMO. Wszystkie kasacje zostały tego dnia przez sąd oddalone. Tym samym w mocy pozostały wyroki Sądu Apelacyjnego w Katowicach. Po 28 latach postępowanie przed polskimi sądami dobiegło końca.

### Proces Czesława Kiszczaka
Proces karny Czesława Kiszczaka w 1993 wyłączony został przez sąd z procesu milicjantów oddziału ZOMO do odrębnego rozpoznania ze względu na problemy zdrowotne oskarżonego.
26 kwietnia 2011 Warszawski Sąd Okręgowy uniewinnił Kiszczaka.

### Proces prokuratorów wojskowych
IPN badał udział prokuratorów Prokuratury Wojskowej w Gliwicach w niszczeniu dowodów.
Przed Wojskowym Sądem Okręgowym w Warszawie toczył się proces o zaniedbania prokuratorów wojskowych, którzy w 1981 prowadzili śledztwo w sprawie pacyfikacji kopalni, ale nie zabezpieczyli ani broni, której milicja użyła w czasie akcji, ani miejsca zdarzenia. W dniu 21.11.2010 została ona umorzona z powodu przedawnienia (na podstawie uchwały Sądu Najwyższego z 25.05.2010, stanowiącej, że sprawy o zbrodnie komunistyczne zagrożone karą do pięciu lat więzienia są przedawnione od 1995).

## Upamiętnienie pacyfikacji

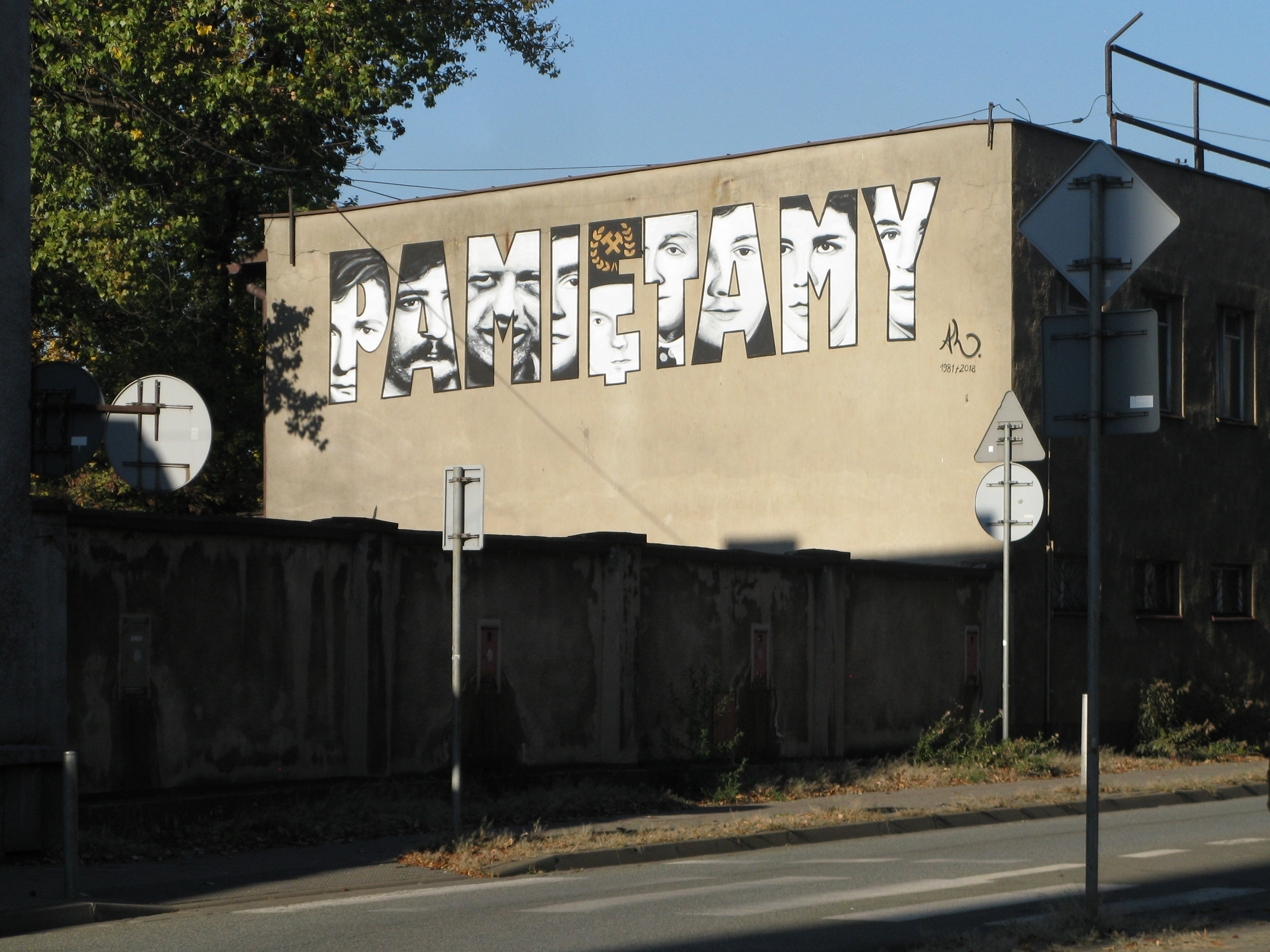
Mural Pamiętamy z 2016 roku przy KWK Wujek

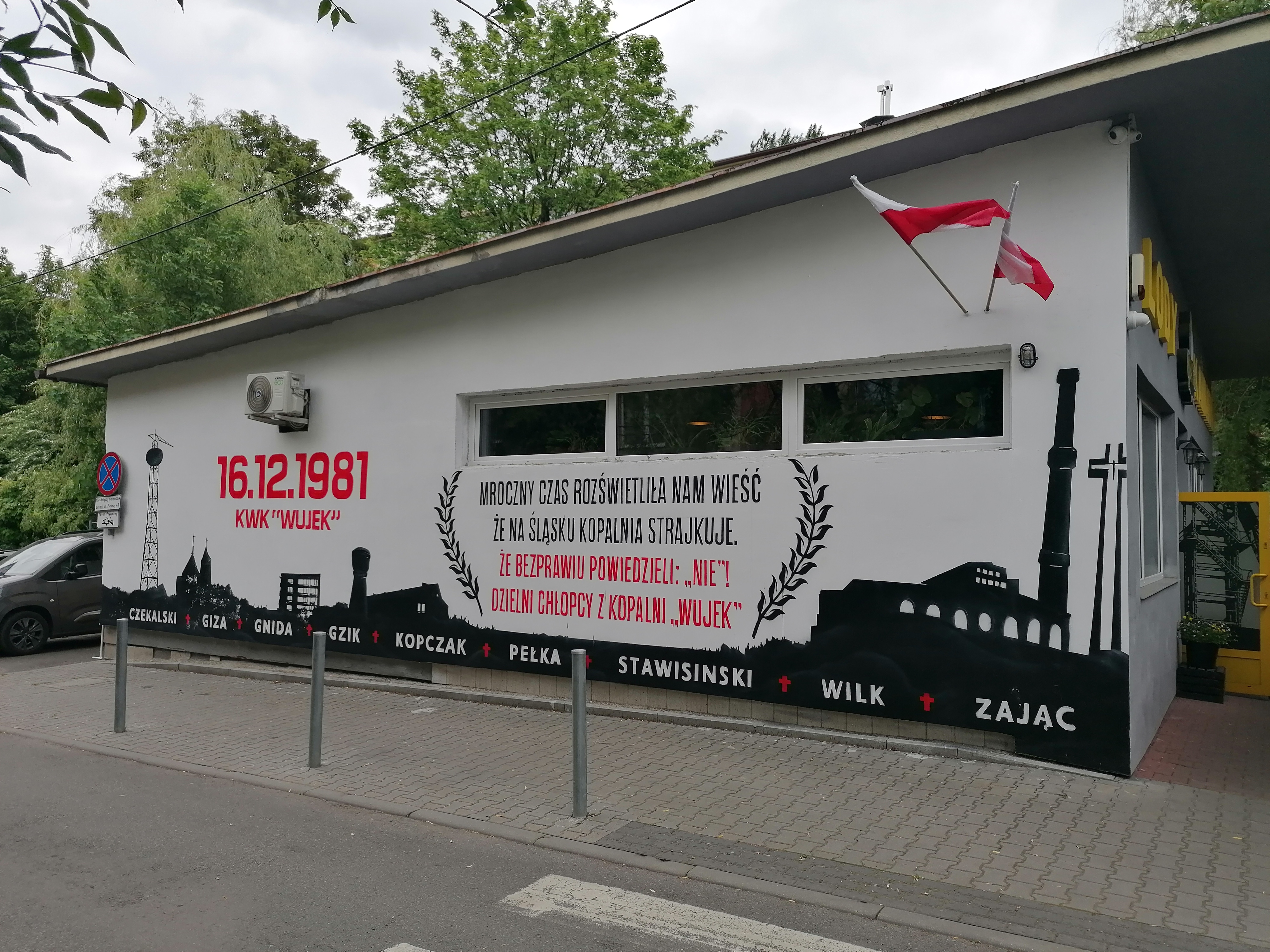
Mural Mroczny czas..., ul. Piękna

- Pomnik poległych górników KWK Wujek na ul. Wincentego Pola w Katowicach, poświęcony i odsłonięty 15 grudnia 1991, autorstwa architektów: Aliny Borowczak-Grzybowskiej i Andrzej Grzybowskiego

- Muzeum – Izba Pamięci Kopalni Wujek w Katowicach[15]
- Ulica „Dziewięciu z Wujka” w katowickiej dzielnicy Brynów (w której zlokalizowana jest kopalnia)
- Szkoła Podstawowa nr 5 przy ul. Gallusa 5 w Katowicach nosi imię: Dziewięciu Górników z Wujka
- Srebrna moneta na 35. rocznicę pacyfikacji kopalni Wujek
- Tablica na fasadzie bloku przy ulicy Wincentego Pola w Katowicach
- Tablica w Szkole Podstawowej nr 5 przy ul. Gallusa 5 w Katowicach
- Tablica w Centralnym Szpitalu Klinicznym w Katowicach-Ligocie[15]
- Tablica przy ulicy Sandomierskiej 8 w Tarnobrzegu
- Tablica przy ulicy Burschego 20 na osiedlu A w Tychach
- Tablica – płaskorzeźba z nazwiskami górników w kościele Parafii Podwyższenia Krzyża Świętego w Katowicach.[15]
- Dąb jubileuszowy z tablicą na placu przykościelnym w Parafii Podwyższenia Krzyża Świętego w Katowicach.[15]
- Bieg 9 Górników organizowany od 2011 roku
- Poczta Polska wyemitowała 8 marca 2020 roku znaczek pocztowy o nominale 3,30 złotych upamiętniający pacyfikację w serii dziewięciu znaczków „Droga do wolności”. Seria przypominała wydarzenia z historii Polski po II wojnie światowej. Autor projektu znaczka Maciej Jędrysik przedstawił przód czołgu, jednego z górników oraz fragment listy ofiar. Druk wykonano techniką offsetową na papierze fluorescencyjnym, w nakładzie 135 tys. sztuk[16]

## Wydarzenia z kopalni Wujek w kulturze i sztuce
- 2022 – Janek z Kopalni Wujek - Górnik z Koszalina – Film dokumentalny o Janku Stawinsińskim
- 2016 – „Wujek 81 – Czarna ballada" – spektakl Teatru Śląskiego w reżyserii Roberta Talarczyka[17]
- 2016 – Koncertu Z Okazji 35 Rocznicy Tragicznych Wydarzeń W Kopalni „Wujek”[18]
- DVD z zapisem koncertu[19]
- 2001 – Pamięci Dziewięciu z „Wujka” na skrzypce, sopran i organy, Julian Gembalski[20]
- 1994 – film w reżyserii Kazimierza Kutza: „Śmierć jak kromka chleba”[21]
- 1991 – film dokumentalny w reżyserii Dariusza Króla: „Kopalnia Wujek”[22]
- 1991 – film dokumentalny „Górnicy z kopalni Wujek” w reżyserii Waldemara Patlewicza[23]
- 1989 – etiuda filmowa „KWK - Wujek” w reżyserii Andrzeja Gajewskiego[24]
- 1982 – utwór pt. „Objazdowe nieme kino” zespołu muzycznego Perfect[25]
- Utwór pt. „Kołysanka (1982)” Jacka Kaczmarskiego
- wiersz Pancry (Idą pancry na Wujek) Macieja Bieniasza, napisany dzień po masakrze[26]